# Mia Doornaert
Maria (Mia) Adelheid barones Doornaert (Kortrijk, 31 december 1945) is een Belgisch voormalig journaliste en bestuurder. Heden is ze actief als columniste.

## Levensloop
Mia Doornaerts vader was schooldirecteur. Op 16-jarige leeftijd begon ze haar studie klassieke filologie aan de Katholieke Universiteit Leuven en volgde nog een kandidatuur Oosterse talen, met als tweede taal Arabisch. Daarna gaf ze twee jaar les Latijn en Grieks aan het H. Hartinstituut te Heverlee. Hierna studeerde ze een jaar politieke wetenschappen. Haar liefde voor taal, literatuur en geschiedenis heeft ze naar eigen zeggen te danken aan haar oom en auteur Frans Ramon, in Vlaanderen beter bekend onder het pseudoniem F.R. Boschvogel.
Doornaert woonde een tijdlang in Harelbeke en verhuisde later naar Elsene omdat ze in 1970 als journaliste ging werken bij De Standaard. Ze was van 1984 tot 1987 voorzitster van de Algemene Vereniging van Beroepsjournalisten van België (AVBB) en van 1986 tot 1992 presideerde ze de Internationale Federatie van Journalisten (IFJ).
In 1995 volgde ze Peter Vandermeersch op als correspondente in Frankrijk, tot de correspondentenfuncties bij De Standaard uit bezuinigingsoverwegingen werden opgeheven. In de periode daarna schreef ze eerst veel over het Midden-Oosten en de islam en daarna verdiepte ze zich op verzoek van de toenmalige hoofdredacteur in China en het Verre Oosten.
In maart 2003 werd ze door koning Albert II vanwege haar journalistieke verdiensten in de adelstand verheven met de persoonlijke titel van barones. In december 2005 overleed haar echtgenoot, journalist Henri "Rik" Van Moll.
Na 38 jaar bij de De Standaard gewerkt te hebben, ging Mia Doornaert in juli 2009 werken als adviseur en ghostwriter op het kabinet van minister van Buitenlandse Zaken Yves Leterme (CD&V). Die functie oefende ze uit tot Leterme op 24 november 2009 ontslag nam als minister en opnieuw premier werd.
Na haar vertrek bij De Standaard werd Mia Doornaert actief als columniste voor deze krant, waar ze een tweewekelijkse column verzorgt. Op 1 september 2018 werd ze tevens voorzitster van het Vlaams Fonds voor de Letteren, later omgedoopt tot Literatuur Vlaanderen. Daar was meteen veel om te doen omdat Doornaert werd voorgedragen door Vlaams minister-president Geert Bourgeois (N-VA) en niet de raad van bestuur, die op dat moment nog vernieuwd moest worden. Daarnaast kwam er ook inhoudelijk kritiek op de keuze voor Doornaert, die bekend staat om haar uitgesproken en soms controversiële meningen. In december werd haar voordracht echter ook door het nieuwe bestuur bekrachtigd. In 2022 stelde ze zich niet kandidaat voor een verlenging van haar mandaat. Luc Devoldere volgde haar op.
In 2024 kreeg zij de Prijs voor de Vrijheid van de klassiek-liberale denktank Libera!.